# Rosa Katz (Pädagogin)
Rosa Katz (* 9. April 1885 in Odessa, Russisches Kaiserreich als Rosa Heine; † 26. März 1976 in Stockholm) war eine deutsche Pädagogin und Entwicklungspsychologin.

## Biographie und Wirken
Rosa Heines Vater war Ingenieur, sie hatte drei Brüder. Sie absolvierte ihrer Schulzeit in Ägypten und Odessa, befasste sich danach mit weiterführenden Studien in Odessa. 1907 ging sie – ihrer Autobiographie zufolge auf Empfehlung des Philosophen Leonard Nelson – nach Göttingen, wo sie an der Universität Göttingen bei Georg Elias Müller Psychologie studierte. Sie wurde betreut von David Katz, einem Assistenten Müllers und ihrem späteren Ehemann.
1913 promovierte sie in Psychologie bei G. E. Müller mit einer gedächtnispsychologischen Arbeit (Über Wiedererkennen und rückwirkende Hemmung). Weitere Prüfungsfächer waren Kunstgeschichte und Philosophie.
Ihre Tätigkeit als Lehrerin an der Odenwaldschule musste Rosa Heine als Jüdin russischer Herkunft, also zu dem Zeitpunkt als feindliche Ausländerin, nach Ausbruch des Ersten Weltkriegs aufgeben. Die fristgemäße Kündigung zum 1. Oktober 1914 war mit einer heftigen (juristischen) Auseinandersetzung mit dem Gründer und Leiter des Landerziehungsheimes, Paul Geheeb, verknüpft. Schließlich endete die strittige Angelegenheit in einem Vergleich.
In der Folge übte Rosa Heine verschiedene Hilfskrafttätigkeiten in Berlin aus (beispielsweise in der Bibliothek von Ernst Cassirer) und arbeitete vermutlich fallweise als Übersetzerin für die russische bzw. sowjetische Botschaft in Berlin.
1919 heiratete sie David Katz, der im selben Jahr eine Professur an der Universität Rostock erhielt. Das Paar hatte zwei Söhne: Theodor (1920–1997) und Gregor (1922–2015). In ihrer Rostocker Zeit (1919–1935) befasste sich Rosa Katz wissenschaftlich mit der Sprachentwicklung und dem Sozialverhalten von Kindern und publizierte – teilweise mit ihrem Mann – dazu, sowie zu Erziehungsfragen. Daneben machte sie die Montessori-Pädagogik in Deutschland bekannt und gründete selbst in Warnemünde einen wandernden Kindergarten, in dem Prinzipien der Montessori-Pädagogik umgesetzt und praktisch erprobt wurden.
1933 wurde ihr Ehemann David Katz von der akademischen Welt durch die Nationalsozialistische Regierung ausgeschlossen und beurlaubt, weswegen er nach England ging. Bis zur Klärung der finanziellen Verhältnisse sowie der schulischen Möglichkeiten der beiden Söhne blieb Rosa Katz mit den Kindern in Rostock. In dieser Zeit publizierte sie kleinere entwicklungs- und pädagogisch-psychologische Arbeiten unter schwierigen beruflichen und familiären Bedingungen. 1935 konnte sie ihrem Mann nach England folgen und unterstützte ihn bei seinen tierpsychologischen Experimenten im Londoner Zoo.
1937 folgte Rosa Katz ihrem Mann nach Stockholm, wo sie am psychologischen Institut der Universität Stockholm eine kinderpsychologische Station leitete und psychologische Versuche durchführte, die nicht immer die wissenschaftliche Anerkennung fanden. So wurde beispielsweise ihre Untersuchung (welche bereits mit deutschen Kindern in Rostock begonnen und dann mit russischen und schwedischen Kindern in Stockholm zu Ende geführt wurde) Über motorische und geistige Umstellung bei Ausschaltung normaler Lösungsmethoden wie folgt kritisiert: Um die Kompensationsfähigkeit zu demonstrieren, wurde von normalen Kindern und Hilfsschülern verlangt, daß sie mit einer Hand vollführten, was sie sonst mit beiden taten, daß sie Aufträge blind bzw. mit verstopften Ohren ausführten, daß sie ohne zu sprechen und ohne zu schreiben sich mitteilten. Das Resultat brachte, wie zu erwarten, nichts Besonderes. Das Ganze gibt mehr einen Zeitvertreib, denn eine wissenschaftliche Arbeit wieder (zit. n. Ida-Seele-Archiv/Akte: Rosa Katz; Nr. 1/2/3).
Ferner wurde die Psychologin tätig in der diagnostischen Ausbildung schwedischer Schulpsychologen und engagierte sich auch in Schweden in der pädagogischen Psychologie. Weiter arbeitete sie eng mit ihrem Mann bei der Entwicklung von Intelligenztests zusammen. Auch der Montessori-Pädagogik blieb Rosa Katz treu. 1939 publizierte sie ihr reformpädagogisches Übersichtswerk über die Theorie der italienischen Ärztin und Pädagogin unter dem Titel Montessoris Uppfostringsmetod. Neben einer Würdigung des Lebens und Wirkens Maria Montessoris sowie der Illustrierung mit aktuellen Bildquellen fügte die Verfasserin neueste wissenschaftliche Referenzen sowie Erkenntnisse im Bereich der Kindererziehung hinzu, wobei sie insbesondere Bezug nahm auf ihre Publikation Das Kind als Erfinder.
Nach dem Tod von David Katz im Jahr 1953 konzentrierte sich Rosa Katz zunächst auf die Herausgabe bzw. Neuauflagen der Werke ihres Mannes. Daneben und bis in die 70er Jahre griff sie eigenständig auch neue Themen auf und arbeitete und publizierte u. a. zur sprachlichen Begabung und zur psychologischen Bedeutung des Vornamens. Ein weiterer Schwerpunkt war die Gerontopsychologie. Dabei ging sie, entsprechend den sozialen Wandel der Nachkriegszeit erfassend, der (heute besonders aktuellen) Frage nach, wie ältere Leute infolge der fundamentalen Veränderungen der sozialen Verhältnisse und der veränderten Beziehungen zwischen den Generationen ihr Alter gestalten möchten oder bereits gezwungen werden zu gestalten (Katz 1972, S. 123).
In den 1960er Jahren besuchte Rosa Katz mehrmals Psychologen an der Universität Rostock. 1964 erhielt sie die Ehrenmitgliedschaft der Deutschen Gesellschaft für Psychologie. Bis ins hohe Alter fuhr sie auf Kur nach Baden-Baden. Ihre letzten Lebensmonate verbrachte sie in einem jüdischen Altersheim. Rosa Katz verstarb am 26. März 1976 in Stockholm.

## Werke (Auswahl)
Rosa Katz verfasste insgesamt 12 Bücher und über 50 Aufsätze, darunter:
- Über Wiedererkennen und rückwirkende Hemmung. Dissertation. Barth, Leipzig 1914.
- Das Erziehungssystem der Maria Montessori. Rostock 1925.
- Der wandernde Kindergarten. In: Neue Deutsche Frauenzeitschrift. H. 12, 1927.
- mit David Katz: Gespräche mit Kindern. Berlin 1928 (ins Englische und Schwedische übersetzt).
- Das Kind als Erfinder. In: Zeitschrift für Psychologie. Band 124, 1934, S. 93–102.
- Montessoris Uppfostringsmetod. Stockholm 1939.
- Über motorische und geistige Umstellung bei Ausschaltung normaler Lösungsmethoden. In: Zeitschrift für Kinderpsychiatrie. Band 7, 1940, S. 1726.
- Handbuch der Psychologie. Weiterführung der Herausgebertätigkeit ihres Mannes über mehrere Neuauflagen.